# 社会タイムス
社会タイムス（しゃかいたいむす）は、日本社会党左派系の政治新聞。当初、左派社会党の機関紙として創刊されたが、わずか2年で経営にいきづまり、その後、関西で一部の活動家の手によって1995年まで発刊され続けた。

## 日刊社会タイムス
1952年、社会主義政党に日刊の機関紙が必要であると考えた江田三郎が中心となって、創刊された。左派社会党とは独立した形で発行するため、党とは別に社会タイムス社という会社をつくって創刊されている。社会タイムス社の社長には文芸評論家の青野季吉が据えられ、江田は専務におさまった。他に、清水幾太郎が取締役に就任したり、田宮虎彦が小説を連載、加藤芳郎が漫画を担当するなど、当時の進歩的知識人も多くが協力した。記者には、分裂前に社会党の機関紙の記者をしていたもののほかに、レッドパージによって新聞社を追い出された記者が新たに雇われた。（イデオロギーに固執しない江田の口利きで）
社会タイムスはレッドパージされた腕の良い記者が執筆したため、紙面の面白さで、飛ぶように売れたという。（発行部数・十数万）論調は、逆コースや再軍備に反対し、非武装中立を求めるもので、左派社会党の方針に基づいていた。また商業紙ではあまり取り上げられない社会運動の動向を多く掲載することが創刊号において抱負として語られていた。レッドパージ組の記者の中には、勝手に日本共産党の見解を載せるものもあり、左派社会党内では度々問題視された。
新産別の細谷松太が「左派社会党に日刊機関紙は時期尚早。すぐに行き詰まる」と予言したように、執筆陣の意気込みとは裏腹に経営の危うさは当初から懸念されていた。そして、細谷の予言どおり、経営はすぐに行き詰った。なぜならば、社会タイムス社が販売を委託した左派社会党の支部や労組は、社会タイムス社が新聞をただでくれていると思い、無料で党員や組合員に新聞を配って、購読料を徴収しようとはしなかったからである。こうして売掛金の回収の失敗から社会タイムス社はわずか2年で倒産した。あとには莫大な借金が残ったが、太田薫はこの借金は、左派社会党幹部だった和田博雄に押し付けられたと主張している。一方、左派社会党関係者は、社会タイムス社の借金は総評と社会党再統一によって不要となった左派社会党の事務所を売却して返したと主張している。
とにかく、はっきり言える事は、社会タイムス社の倒産によって、機関紙日刊化の旗振り役だった江田三郎に対する左派内の信頼感が低下したということである。このことは後の構造改革論争の際に、江田に悪い影響を与えることになる。
その後、1957年に東京では社会タイムスを復活させるため、社会タイムス新社が設立され、週刊で社会タイムスが発行されたが、うまくいかず1960年にはつぶれてしまった。なお、このときの編集長は清水慎三だった。
社会タイムスの失敗は、社会党、特に左派に機関紙活動への積極性を長く失わせることになった。1970年代に社会主義協会派の山本政弘が社会党機関紙局長となった時、山本らは社会タイムスの例を引いて、機関紙活動は定期配布・紙代回収までが任務と繰り返し強調した。山本機関紙局長時代の「社会新報」大幅拡大、累積赤字解消は、社会タイムスの教訓があったからともいえる。

## 大阪社会タイムス
東京で社会タイムスの発行が行き詰った後も、大阪では社会タイムスの発行は細々と続けられていた。当初は、社会タイムス社関西総局が関西版として発行していたが、やがて社会タイムス共同印刷社から発行されるようになった。このころの社会タイムスは旬刊で、社会タイムス共同印刷社の宣伝紙として発行されていた。しかし、社会タイムス共同印刷社が経営難から社会タイムスの廃刊を決定すると、これに反発した社員3名が1966年、会社から独立して、社会タイムスの発行を続けた。

## 週刊社会タイムス
会社の宣伝紙にまで形を変えてしまっていた社会タイムスを再び政治新聞として復活させ、読者を増やしていくことは至難の技であったが、社員は給料の遅配欠配にもめげず、新聞を出し続けた。最盛期には、発行部数2万にまで増えたという。編集部の中心は太田派社会主義協会で、その立場から社会党の動向や金大中拉致事件など、様々な社会問題を取り上げた。しかし、日本共産党の勢力が強い関西で、共産党に対抗するため、関西の社会党内で社公民路線が台頭すると、社公民連合路線をめぐって、週刊社会タイムス編集部は分裂し、反社公民連合派は社会タイムスから離れて、「ぴーぷる」を創刊し、社公民連合派の社会タイムスはその後しばらく発行され続けるが、社会党解体の直前の1995年12月15日付1518号で「長期休刊」し姿を消した。同号掲載「本紙長期休刊にあたって」には「敗戦後五十年、日本社会党の歴史的役割は終わりました。国内外の情勢の変化によって日本社会党を支えてきた社会タイムス紙の役割もほぼ終わり、寂しさも一しおです」とある。こうして、40年以上に及んだ社会タイムスの歴史は終止符を迎えることとなった。
しかし、社会タイムスに携わった人々の中から、多くのジャーナリストや市民運動家が誕生しており、社会タイムスは戦後のジャーナリズム史・社会運動史に一定の影響を与えたということが出来る。